# Ивошев, Александра
Александра Ивошев (серб. Александра Ивошев / Aleksandra Ivošev; род. 17 марта 1974 года, Нови-Сад, Югославия) — сербский стрелок, специализировавшаяся в стрельбе из винтовки. Участница трёх Олимпиад. Олимпийская чемпионка 1996 года.

## Карьера
Спортивную карьеру Александра Ивошев начала в 13 лет. На Олимпиаде в Барселоне выступала под олимпийским флагом в стрельбе из винтовки из трёх положений и заняла 14-е место.
В 1994 году ещё выступая на юниорском уровне завоевала золотые медали чемпионатов мира и Европы.
Самым удачным годом в карьере сербской спортсменки стал 1996. В первой половине года она стала бронзовым призёром чемпионата Европы в Будапеште, а на Олимпийских играх в Атланте завоевала две медали: бронзу в стрельбе из пневматической винтовки и золото — в стрельбе из трёх положений. По итогам года Ивошев получила звание спортсменки года в Югославии.
После победы на Олимпиаде Александра Ивошев не добивалась особых успехов. На Олимпиаде в Сиднее она заняла 20 и 22 места в стрельбе из пневматической и малокалиберной винтовок соответственно.
Завершила карьеру в 2003 году. Вышла замуж за музыканта сербской панк-рок-группы Atheist Rap Владимира Радусиновича («Радуле»), родила троих детей. Занимает должность секретаря Стрелкового союза Воеводины.